# Warwick (villa)
Warwick es una villa ubicada en el condado de Orange en el estado estadounidense de Nueva York. En el año 2000 tenía una población de 6,412 habitantes y una densidad poblacional de 1108,3 personas por km².

## Geografía
Warwick se encuentra ubicada en las coordenadas 41°15′11″N 74°21′25″O / 41.25306, -74.35694. Según la Oficina del Censo, la ciudad tiene un área total de 5,8 km² (2,2 mi²), de la cual 5,8 km² (2,2 mi²) es tierra y 0 km² (0 mi²) (0%) es agua.

## Demografía
Según la Oficina del Censo en el año 2000 los ingresos medios por hogar en la localidad eran de $49 665, y los ingresos medios por familia eran $62 984. Los hombres tenían unos ingresos medios de $56 641 frente a los $36 613 para las mujeres. El ingreso per cápita del lugar era de $24 648. Alrededor del 4,4% de la población vivía debajo del umbral de pobreza.